# Jua Jua
Jua Jua is een bestuurslaag in het regentschap Ogan Komering Ilir van de provincie Zuid-Sumatra, Indonesië. Jua Jua telt 4635 inwoners (volkstelling 2010).